# Konstsim vid olympiska sommarspelen 2004
Konstsimmet vid Olympiska sommarspelen 2004 avgjordes i Olympic Aquatic Centre, Aten.
Tävlingen var bara öppen för damer.

## Medaljsummering
| Event             | Guld | Silver | Brons |
| Duett Detaljer... | Ryssland Anastasia Davydova Anastasia Ermakova                                                                                                 | Japan Miya Tachibana Miho Takeda                                                                                 | USA Alison Bartosik Anna Kozlova |
| Lag Detaljer...   | Ryssland Elena Azarova Olga Brusnikina Anastasia Davydova Anastasia Ermakova Elvira Khasyanova Maria Kiseleva Olga Novokshchenova Anna Shorina | Japan Michiyo Fujimaru Saho Harada Kanako Kitao Emiko Suzuki Miya Tachibana Miho Takeda Juri Tatsumi Yoko Yoneda | USA Alison Bartosik Tamara Crow Erin Dobratz Rebecca Jasontek Anna Kozlova Sara Lowe Lauren McFall Stephanie Nesbitt Kendra Zanotto |

## Medaljtabell
| Pl. | Nation   | Guld | Silver | Brons | Totalt |
| --- | -------- | ---- | ------ | ----- | ------ |
| 1   | Ryssland | 2    | 0      | 0     | 2      |
| 2   | Japan    | 0    | 2      | 0     | 2      |
| 3   | USA      | 0    | 0      | 2     | 2      |